# JR貨物19C形コンテナ
JR貨物19C形コンテナ（JRかもつ19Cがたコンテナ）は、日本貨物鉄道（JR貨物）が1996年（平成8年）に400個配備した12 ft形有蓋コンテナである。

## 構造
両側扉二方開きで、外法寸法は高さ2,500 mm、幅2,450 mm、長さ3,715 mm、自重1.5 t。内容積は18.5 m3。最大積載量は5 t。
外観塗装は19B形同様赤紫色（JRFレッド）一色に白で、JRFのロゴが配されている。
19B形に荷崩れ防止のための機構をつけた形式で、内部には仕切用のポリプロピレン製パネルが吊されている。

## 現状
2007年（平成19年）以降はエコレールマークのシールを順次貼り付けた。
2010年（平成22年）度以降、老朽化のため、19D形への置き換えが進み、2011年（平成23年）にて全廃となった。